# Машихин, Николай Дмитриевич
Николай Дмитриевич Машихин — советский хозяйственный, государственный и политический деятель, Герой Социалистического Труда.

## Биография
Родился в 1921 году в селе Байкове. Член КПСС.
С 1940 года — на хозяйственной, общественной и политической работе. В 1940—1992 гг. — слесарь-механик и электромонтёр на телевизионном заводе имени В. И. Ленина, участник Великой Отечественной войны, старший агроном совхоза «Друг крестьянина» Лысковского района, директор совхоза «Равенство» Вадского района, директор племзавода «Большемурашкинский» Большемурашкинского района Горьковской области, начальник областного производственного объединения совхозов, начальник Горьковского областного управления сельского хозяйства, директор вновь созданного Ильиногорского совхоза имени 50-летия СССР Володарского района.
Указом Президиума Верховного Совета СССР от 8 апреля 1971 года присвоено звание Героя Социалистического Труда с вручением ордена Ленина и золотой медали «Серп и Молот».
Умер в Нижнем Новгороде в 1999 году. Похоронен на кладбище «Марьина Роща».